# 鄧守恩
邓守恩（974年—1021年），并州（今山西省太原市）人。北宋宦官。
十岁时为黄门事宋太宗。淳化年间，随王继恩前往成都，镇压李顺。宋真宗咸平初年，入内高班。辽国入侵，他担任镇州、定州都监，石保吉为都部署。大中祥符初年，巡视濮州，平反冤狱。监修玉清昭应宫、会灵观。又兼修真游殿、景灵宫。宫殿修成，官任内殿承制。大中祥符八年（1015年），预修大内，改任西京作坊副使。营造完毕，任东染院使，会灵观都监。祥源观修成，迁崇仪使。黄河在滑州决口，他担任修河鈐辖，黄河恢复故道，他转任文思院使，掌管皇城司、国信司。领建天章阁，官至勾当资善堂兼太子左右春坊司。天禧五年（1021年）卒，年四十八岁，赠淄州防御使。

## 延伸阅读
[在维基数据编辑]
 《宋史·卷466》，出自脱脱《宋史》